# Брестовац (Румунија)
Брестовац (рум. Brestovăţ) је насељено место у Румунији и управно седиште истоимене општине Брестовац. Налази се у округу Тимиш, у Банату.

## Прошлост
По "Румунској енциклопедији" место се први пут помиње 1440. године. Између 1735-1737. године ту се населило 113 српских православних породица из Црне Горе. Село је 1797. године купили су властелини браћа Лукач, који ће ту довести насељенике мађарске и словачке. Нови власник Јосиф Гал ће довести још колониста Мађара. Више од 100 година након колонизације, месни Црногорци су изгубили свој језик; углавном су асимиловани од стране Словака.
Аустријски царски ревизор Ерлер је 1774. године констатовао да Брестовац припада Барачком округу, Липовског дистрикта. Становништво је било претежно влашко. Када је 1797. године пописан православни клир, у месту је био млади парох, поп Петар Поповић (рукоп. 1793) који се служио српским и румунским језиком.
По царском Рескрипту од 10. августа 1868. године ту је постојала српска православна црквена општина са 867 душа. Али почетком 20. века Срба је тек један једини.
Године 1960. враћен је селу стари назив "Брестовац" (српски), иако ту живе само Румуни и Словаци.

## Становништво
По последњем попису из 2002. г. у насељу живи 336 становника, од чега Румуни чине 60%, а Словаци 30%.